# IQue
Pour les articles homonymes, voir Ique.
 (janvier 2021).
iQue Limited est une coentreprise chinoise appartenant à Nintendo et au Dr Wei Yen. La société fut fondée en 2002 et son premier produit fut l'iQue Player en novembre 2003, une console créée spécialement pour le marché chinois,. La société fabrique et distribue les produits, jeux et consoles de Nintendo sur le marché chinois mais sous la marque iQue.
Actuellement, iQue a déjà commercialisé sur le marché chinois l'iQue Player, la Game Boy Advance, la Game Boy Advance SP, la Game Boy Micro, la Nintendo DS, la Nintendo DS Lite, la Nintendo DSi ainsi que la Nintendo 3DS XL.
iQue avait également prévu de sortir la Nintendo Wii en Chine, néanmoins, sa sortie a été annulée.
Fin avril 2019, Nintendo annonce cette fois-ci une collaboration avec Tencent pour pouvoir sortir la Nintendo Switch en Chine, ce qui signe la fin d'iQue en tant qu'entreprise de consoles de jeux vidéo. La console Switch est bel et bien sortie en 2019 en Chine. Néanmoins, en 2019, iQue recherche des développeurs et des testeurs, ce qui signifie qu'iQue veut se transformer en entreprise de développement de jeux vidéo pour Nintendo,.